# コミックファウスト
『コミックファウスト』は、講談社発行の漫画雑誌。2006年6月24日発売。
「まんが雑誌」と銘打たれているが、実質的には講談社ノベルス系の文芸誌『ファウスト』の特別増刊扱いで、小説や特集企画も多数収録されていた。透明セルのプラスチックカバーがかかっている豪華仕様で、定価も1300円（税込1365円）と漫画雑誌としてはかなり高価。

## 収録作品

### カラー・イラストーリー (COLOR ILLUSTORY)
ジョージ朝倉
『彼女の風景』
VOFAN
『上好的企鵝飛彈！(極上のペンギンミサイル!)』
門小雷 (men xiao lei) Little thunder
『green house』
パク・ソンウ (PARK SUNG-WOO)
『陽光コンサート』

### 特集企画 (SPECIAL EDITION PLAN)
- MANGA VS. WORLD! 世界と格闘する日本まんが！
- 北米版『SHONEN JUMP』初代編集長/現VIZ Mediaエグゼクティブバイスプレジデント 成田兵衛インタビュー 「僕たちの好きな日本のまんがを世界に届けているのはこんな人」/写真：小林紀晴
- 特別寄稿 江上英樹 小学館『IKKI』編集長
- 特別インタビュー 茨木政彦 集英社『週刊少年ジャンプ』編集長
- 『アメリカで日本のマンガの未来は明るいか』椎名ゆかり(英語で!アニメ・マンガ管理人)
- 『知られざる韓国の姿』宣政佑

### コラムパート (COLUMN)
上遠野浩平/イラスト：武内崇 (TYPE-MOON)
『上遠野浩平のBeyond Grudging Moment』
枕木憂士/イラスト：x6suke
『もの思う葦』

### 小説 (NOVEL)
西尾維新/原作・イラスト：CLAMP(『xxxHOLiC』)
『xxxHOLiC アナザーホリック ランドルト環エアロゾル』第一話『アウターホリック』
解説『xxxHOLiC』
福井健太

上遠野浩平/原作・イラスト：横山光輝『マーズ』
『マーズの方程式』
解説『マーズ』
更科修一郎

渡辺浩弐/イラスト：TAGRO
『Hな人人』

### コミック(COMIC)
ウエダハジメ
『鉄人形部隊』
TAGRO
『Son has died, Father can be born.』
西島大介
『レミュエル・ガリヴァと』
高河ゆん/原作：西尾維新
『放課後、七時間目。』　
舞城王太郎
『ぬるつべピリリ』
toi8/原作：ゆずはらとしゆき
『空想東京百景～黒い猫』
ともひ
『稲荷坂ゆうひの自転車旅行記　京都府久御山町編』